# Bagsiden af medaljen
Bagsiden af Medaljen er debutalbummet fra den danske rockgruppe Magtens Korridorer som de udgav den 20. marts 1998. Det blev dog ikke gennembruddet for gruppen, da den fik meget dårlige anmeldelser. På det album forsøgte Magtens Korridorer sig med komisk rock. Inden dette album havde gruppen udgivet to EP'er.

## Tracks
1. "Fnaskesangen"
2. "Jeg Flipper Nederen For Vildt"
3. "Anemone"
4. "Født I En Verden Af Beton"
5. "Dar Blev Sagt Hallådo"
6. "Hold Da Kæft"
7. "Husker Du Benjamin"
8. "Systemet"
9. "Slip Mig, Jeg Vil Danse Nøgen"
10. "Zugabe; Tanzpferd" (Skrevet af Dylmer, Hundsholt og Kjær Larsen)